# منظمة حماية المخابرات الحرس الثوري الإسلامي الإيراني
منظمة حماية المخابرات للحرس الثوري الإسلامي الإيراني (بالفارسية: سازمان حفاظت اطلاعات سپاه پاسداران انقلاب اسلامی) هي وكالة استخبارات إيرانية ضمن الحرس الثوري الإسلامي وجزء من مجلس تنسيق المخابرات.
انفصلت الوكالة عن وحدة المخابرات التابعة للحرس الثوري الإيراني في عام 1984م، وكانت في الأساس وحدة استخبارات عسكرية. في عام 1991، أعيد تشكيل الوكالة باعتبارها منظمة مستقلة إلى المرشد الأعلى لإيران، المكلفة أساسا مع الحرس الثوري الإيراني موظفي المراقبة ومكافحة التجسس داخل فيلق الحرس الثوري الإسلامي.